# Miloslav Pleskač
Miloslav Pleskač (10. listopadu 1933 Praha – 14. března 2012 Praha) byl český stavební inženýr a sokolský činovník.

## Život a kariéra
Narodil se v roce 1933 do pražské sokolské rodiny. Jeho otcem byl sokolský cvičitel dorostenců. Po obnově Sokola v roce 1945 se jako dorostenec podílel na vzniku sokolského tábora Sluneční zátoka v jihočeském Dolním Ostrovci. Na XI. všesokolském sletu v roce 1948 cvičil ve skladbách mladšího dorostu. V Sokole hrál basketbal a házenou, ve které se s týmem Sokol Smíchov stal mistrem místní pražské ligy. V letech 1952 až 1955 vystudoval inženýrské stavitelství, při kterém se při studiu začal věnovat závodní kanoistice. Poté pracoval jako stavební inženýr. V roce 1960 se oženil s manželkou Evou. Jednou z jeho dvou dcer je rychlostní kanoistka a mnohonásobná mistryně republiky Hana Pleskačová, československá reprezentantka na Letních olympijských hrách 1988 v Soulu.

## Činovník Sokola
Po obnově Československé obce sokolské v roce 1990 se stal starostou Sokola Pražského. V roce 1998 byl po kritice hospodaření předchozího vedení České obce sokolské pod starostou Jiřím Janošem zvolen novým starostou Sokola. V roce 2000 stál jako starosta v čele sletového výboru XIII. všesokolského sletu, který se poprvé konal na Stadionu Evžena Rošického v Praze. Zasedal také v Českém olympijském výboru. Po povodních v roce 2002 se starosta Miloslav Pleskač angažoval v rekonstrukci těžce zasaženého Tyršova domu. Ještě v říjnu 2002 odhalil u Tyršova domu nový pomník sokolským odbojářům, zbudovaný podle návrhu sochaře Josefa Nálepy. V roce 2004 ho ve funkci nahradil Jaroslav Bernard. Starostou Sokola Pražského zůstal až do roku 2007. Zemřel 14. března 2012 v Praze.